# Észak-Korea energiapolitikája

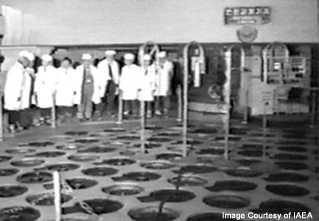
A njongbjoni atomerőmű reaktormagja

Mivel Észak-Korea nagy mennyiségű szén- és vízkészletekkel rendelkezik, képes volt kiterjedt energiahálózatot kiépíteni. Az első erőmű, a Szuphungi vízerőmű, még a japán megszállás alatt épült fel, az ország északkeleti részében. Megépítésekor ez volt Ázsia legnagyobb vízierőműje. Korea kettéosztása előtt a mai Észak-Korea területéről származott a félsziget energiájának több mint 90%-a.
Az 1970-es évektől az ország a kőszénhez fordult, mint energiaforráshoz. A vízerőművekkel ellentétben a szénnel működőek ipari parkok és városok közelében is létesíthetőek, rövidebb idő alatt fel lehet őket építeni, nem függenek az időjárástól.
A hőerőművek kevésbé hatékonyak és magasabb a fenntartási költségük. 1990-ben Észak-Korea erőművei 7,14 millió kilowatt energiát állítottak elő, amelynek 60%-a – 4,29 millió kilowatt – vízierőművekből származott. 1984-ben és 1988-ban az éves teljesítmény 50 és 55 milliárd kilowattóra volt. A második hétéves terv azonban nagyratörőbb terveket tűzött ki célul: 60 milliárd kilowattórát. A tervezetet azonban öt évvel a tervsorozat vége után sem sikerült teljesíteni.
Az egyetlen, kőolajjal működő erőmű Unggi városa mellett található, az orosz határ közelében. A 200 megawattos erőmű a közeli unggi olajfinomítóból nyeri a kőolajat, amely oroszországi importtal kerül Észak-Koreába.
Az 1990-es évek elején a kormány új erőművek építésébe fogott. A legnagyobb tecshoni erőmű északnyugaton, amely elkészültekor az ország legnagyobb vízierőműje lett. Erőművek épültek a Gyémánt-hegységben, az Orang, a Nam folyó, Kumja és Rjeszong, Kelet-Phenjan és Hamhung mellett is. Az évtized folyamán kínai segítséggel négy nagy vízierőmű épült a Jalu folyón. Ezek Észak-Koreát és Kínát is ellátják energiával.
1986-ban a Szovjetunió bejelentette, hogy 1760 megawattos atomerőművet fog építeni az országban. Dél-koreai források szerint az építés 1990-ben kezdődött meg Szinpo kerületben. A befejezést 1992-re tervezték, de ez elmaradt a Szovjetunió saját belügyi gazdasági problémái és a Nemzetközi Atomenergia-ügynökség nyomása miatt.
Az ország a 2000-es évek végén felújította atomprogramját, több atomrobbantást is végrehajtva, valamint erőteljesen fejlesztették az ország nukleáris létesítményeit, elsősorban a dúsítókat. Elemzők szerint ez inkább hadászati-stratégiai célból történik, semmint gazdasági megfontolásokból.